# Liste de ponts d'Irlande

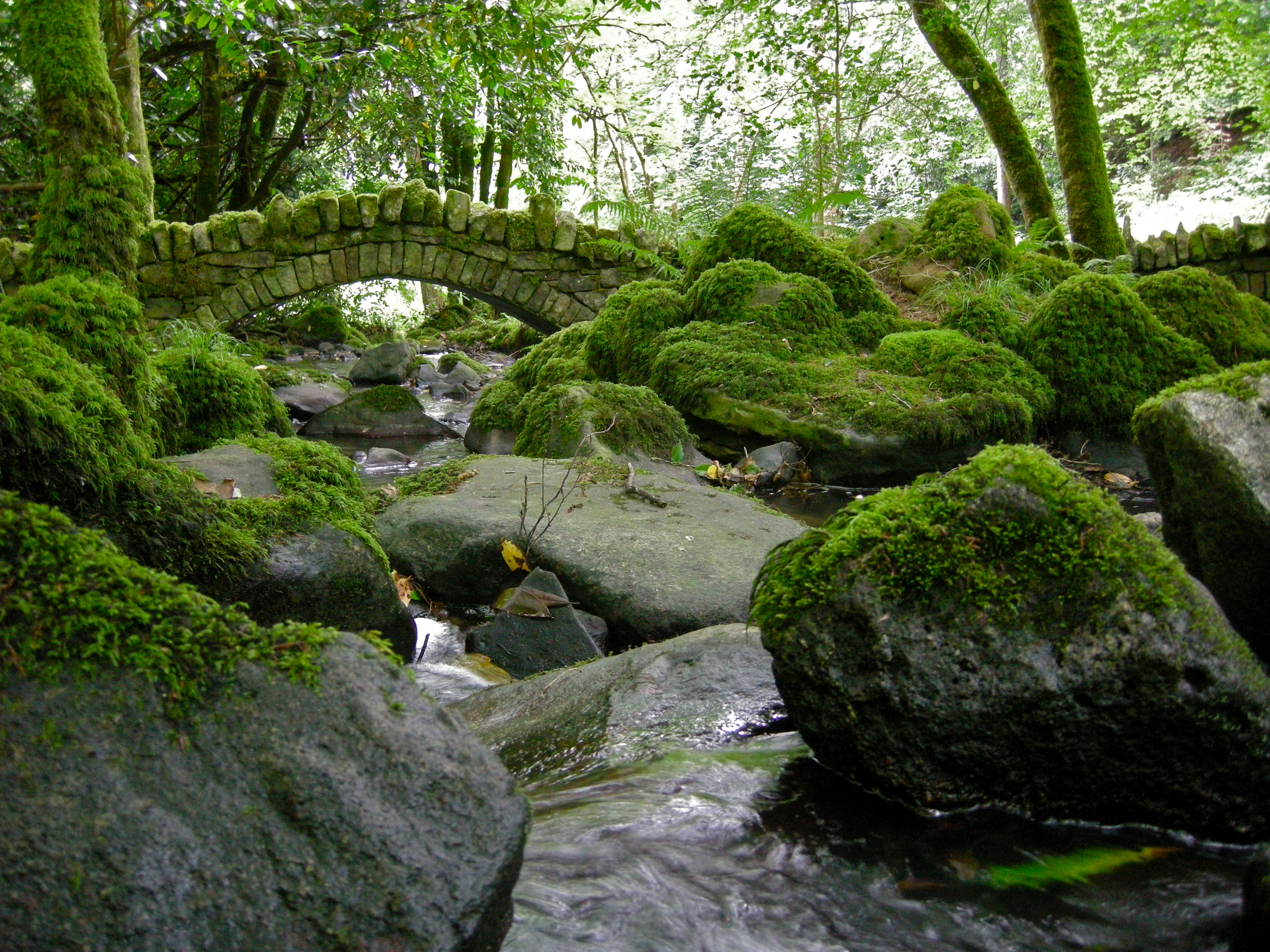
Pont en maçonnerie à Kilfane dans le comté de Kilkenny.

Cette liste de ponts d'Irlande présente les ponts remarquables d'Irlande, tant par leurs caractéristiques dimensionnelles, que par leur intérêt architectural ou historique.
Elle est présentée sous forme de tableaux récapitulant les caractéristiques des différents ouvrages, et peut être triée selon les diverses entrées pour voir un type de pont particulier ou les ouvrages les plus récents par exemple. La seconde colonne donne la classification de l'ouvrage parmi ceux présentés, les colonnes Portée et Long. (longueur) sont exprimées en mètres. Date indique la date de mise en service du pont.

## Ponts présentant un intérêt historique ou architectural
|                                  |    | Nom                | Irlandais                       | Distinction                                                              | Long. | Type                                                 | Voie portée Voie franchie                          | Date          | Localisation                              | Comté             | Ref.  |
| -------------------------------- | -- | ------------------ | ------------------------------- | ------------------------------------------------------------------------ | ----- | ---------------------------------------------------- | -------------------------------------------------- | ------------- | ----------------------------------------- | ----------------- | ----- |
| Old Weir Bridge                  | 1  | Old Weir Bridge    |                                 | Parc national de Killarney                                               |       | Maçonnerie 2 arches plein cintre                     |                                                    | XVIe siècle   | Killarney 52° 00′ 33,4″ N, 9° 32′ 52,9″ O | Kerry             | [ 1 ] |
| Galways' Bridge                  | 2  | Pont de Galways    |                                 | Parc national de Killarney                                               |       | Maçonnerie 2 arches segmentaires                     | N71                                                |               | Incheens 51° 57′ 52,4″ N, 9° 34′ 49,6″ O  | Kerry             |       |
| Brickeen Bridge                  | 3  | Pont Brickeen      |                                 | Parc national de Killarney                                               |       | Maçonnerie 1 arche ogivale                           |                                                    | XVIIIe siècle | Killarney 52° 00′ 54,8″ N, 9° 32′ 50,5″ O | Kerry             |       |
| Lucan Bridge                     | 4  | Pont de Lucan      | Droichead Leamhcán              | Plus grande portée en maçonnerie d'Irlande Portée : 33 mètres            |       | Maçonnerie 1 arche segmentaire                       | Lower Lucan Rd Liffey                              | 1814          | Lucan 53° 21′ 36″ N, 6° 26′ 46,4″ O       | Dublin Sud        |       |
| Ha'penny Bridge                  | 5  | Ha'penny Bridge    | Droichead na Life               | Premier pont en fonte d'Irlande Portée : 43 mètres                       | 43    | Arc Fonte, tablier porté, platelage bois             | Pont piétonnier Liffey                             | 1816          | Dublin 53° 20′ 46,8″ N, 6° 15′ 47,2″ O    | Dublin            |       |
| Seán Heuston Bridge              | 6  | Pont Seán Heuston  | Droichead Seán Heuston          |                                                                          | 30    | Arc Fonte, tablier porté en fer forgé                | Luas Liffey                                        | 1828          | Dublin 53° 20′ 50,7″ N, 6° 17′ 30,6″ O    | Dublin            |       |
| Boyne Viaduct                    | 7  | Viaduc de Boyne    | Tarbhealach na Bóinne           |                                                                          |       | Treillis Fer forgé, piles maçonnerie                 | Ligne Dublin–Belfast Boyne                         | 1855          | Drogheda 53° 43′ 00″ N, 6° 20′ 15″ O      | Louth             |       |
| Rory O'More Bridge               | 8  | Pont Rory O'More   | Droichead Ruaraí Uí Mhóra       |                                                                          | 29    | Arc Fonte, tablier porté en fer forgé                | Ellis St. - Watling St. Liffey                     | 1859          | Dublin 53° 20′ 48,3″ N, 6° 17′ 02,5″ O    | Dublin            |       |
| Dublinia Arch, Synod Hall Bridge | 9  | Arche de Dublinia  |                                 | Pont en maçonnerie couvert relié à la cathédrale Christ Church de Dublin |       | Maçonnerie 1 arche segmentaire                       | Pont piétonnier Winetavern St                      | 1870          | Dublin 53° 20′ 35,8″ N, 6° 16′ 18,4″ O    | Dublin            | [ 2 ] |
| Loopline Bridge                  | 10 | Pont Loopline      | Droichead na Lúblíne            |                                                                          |       | Treillis Fer forgé                                   | 2 voies ferroviaires Liffey                        | 1891          | Dublin 53° 20′ 52,2″ N, 6° 15′ 16,5″ O    | Dublin            |       |
| Tubular Bridge                   | 11 | Pont tubulaire     |                                 | Pont conçu par l'ingénieur irlandais Berkeley Deane Wise                 |       | Poutres Tubulaire                                    | Chemin de Gobbins                                  | 1902          | Ballystrudder                             | Antrim            |       |
| Daly's bridge                    | 12 | Passerelle de Daly |                                 |                                                                          | 49    | Suspendu Tablier et pylônes en fer forgé             | Passerelle Lee                                     | 1927          | Cork 51° 53′ 47,6″ N, 8° 29′ 57,2″ O      | Cork              |       |
| James Joyce Bridge               | 13 | Pont James Joyce   | Droichead James Joyce           | Design par Santiago Calatrava                                            | 40    | Arc Acier, tablier suspendu Pont bow-string          | Blackhall Pl. Usher's Island Liffey                | 2003          | Dublin 53° 20′ 47,9″ N, 6° 16′ 57,3″ O    | Dublin            |       |
| Seán O'Casey Bridge              | 14 | Pont Seán O'Casey  | Droichead Sheáin Uí Chathasaigh | IStructE Award 2006 (Pedestrian Bridges)                                 | 100   | Haubané Tablier et pylônes métalliques Pont tournant | Pont piétonnier Custom House Quay City Quay Liffey | 2005          | Dublin 53° 20′ 50,6″ N, 6° 14′ 52,8″ O    | Dublin            |       |
| De Lacy Footbridge               | 15 | Passerelle De Lacy |                                 |                                                                          |       | Arc Acier, tablier suspendu                          | N Quay - S Quay Boyne                              | 2005          | Drogheda 53° 42′ 50,8″ N, 6° 20′ 50,7″ O  | Louth             |       |
| Green's Bridge                   | 16 | Green's Bridge     |                                 |                                                                          |       | Arc Pierre Calcaire                                  | Nore                                               | 1766          | Kilkenny 52° 39′ 29″ N, 7° 15′ 13″ O      | Comté de Kilkenny |       |

## Grands ponts
Ce tableau présente les ouvrages ayant des portées supérieures à 100 mètres ou une longueur totale de plus de 3 000 mètres (liste non exhaustive).
|                       |   | Nom                 | Irlandais                | Portée | Long. | Type                                                                          | Voie portée Voie franchie                                    | Date | Localisation                                         | Comté              | Ref.  |
| --------------------- | - | ------------------- | ------------------------ | ------ | ----- | ----------------------------------------------------------------------------- | ------------------------------------------------------------ | ---- | ---------------------------------------------------- | ------------------ | ----- |
| River Suir Bridge     | 1 | Pont de la Suir     |                          | 230    | 465   | Haubané Monopylône, tablier poutres acier, pylône béton                       | N25 road Suir                                                | 2009 | Waterford - Grannagh 52° 16′ 44,7″ N, 7° 09′ 01,2″ O | Waterford Kilkenny |       |
| Boyne River Bridge    | 2 | Pont de la Boyne    |                          | 170    | 352   | Haubané Monopylône, tablier mixte acier/béton, pylône béton                   | M1 motorway Boyne                                            | 2003 | Drogheda 53° 43′ 07,3″ N, 6° 23′ 48,3″ O             | Louth              | [ 3 ] |
| Samuel Beckett Bridge | 3 | Pont Samuel Beckett | Droichead Samuel Beckett | 123    |       | Haubané Monopylône, tablier caisson acier, pylône incliné acier Pont tournant | Guild Street North Wall Quay Sir John Rogerson's Quay Liffey | 2009 | Dublin 53° 20′ 49,1″ N, 6° 14′ 28,8″ O               | Dublin             |       |
| William Dargan Bridge | 4 | Pont William Dargan |                          | 108    |       | Haubané Monopylône, tablier mixte acier/béton, pylône béton                   | Luas River Slang - R112 - R117                               | 2004 | Dundrum 53° 17′ 35,3″ N, 6° 14′ 45,9″ O              | Dublin             |       |